# Кузьниця (Підляське воєводство)
Кузьниця (пол. Kuźnica) — село в Польщі, у гміні Кузьниця Сокульського повіту Підляського воєводства.
Населення — 1754 особи (2011).
У 1975-1998 роках село належало до Білостоцького воєводства.

## Демографія
Демографічна структура станом на 31 березня 2011 року:
|          | Загалом | Допрацездатний вік | Працездатний вік | Постпрацездатний вік |
| -------- | ------- | ------------------ | ---------------- | -------------------- |
| Чоловіки | 871     | 162                | 632              | 77                   |
| Жінки    | 883     | 158                | 550              | 175                  |
| Разом    | 1754    | 320                | 1182             | 252                  |

## Емігрантська криза 2021 року
Із 2 вересня 2021 року в двох прикордонних із Білоруссю воєводствах оголосили надзвичайний стан через наплив мігрантів з Білорусі.
8 листопада 2021 року з боку Білорусі до кордону Польщі підійшла велика кількість емігратів. Перед цим їх супроводжували озброєні білоруські прикордонники із собаками.
Частина мігрантів — курди з Іраку. Серед них є жінки та діти.
Станом на 15 листопада 2021 року сотні мігрантів розташувалися табором біля кордону і періодично провокують прикордонників — кидають в них камені та гілляки.

## Галерея

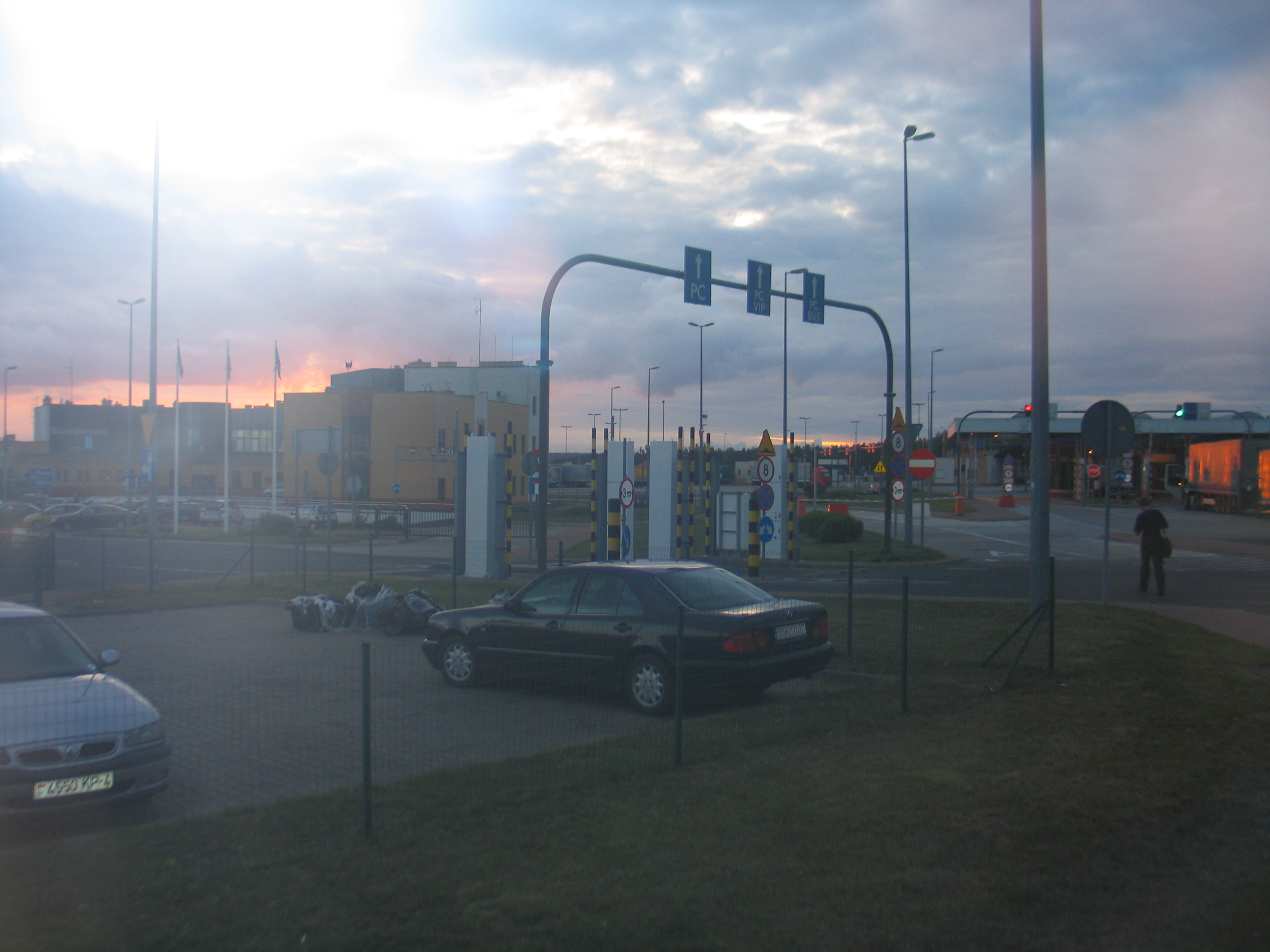
Польський кордон, автомобільний пункт пропуску Кужніца-Брузги.
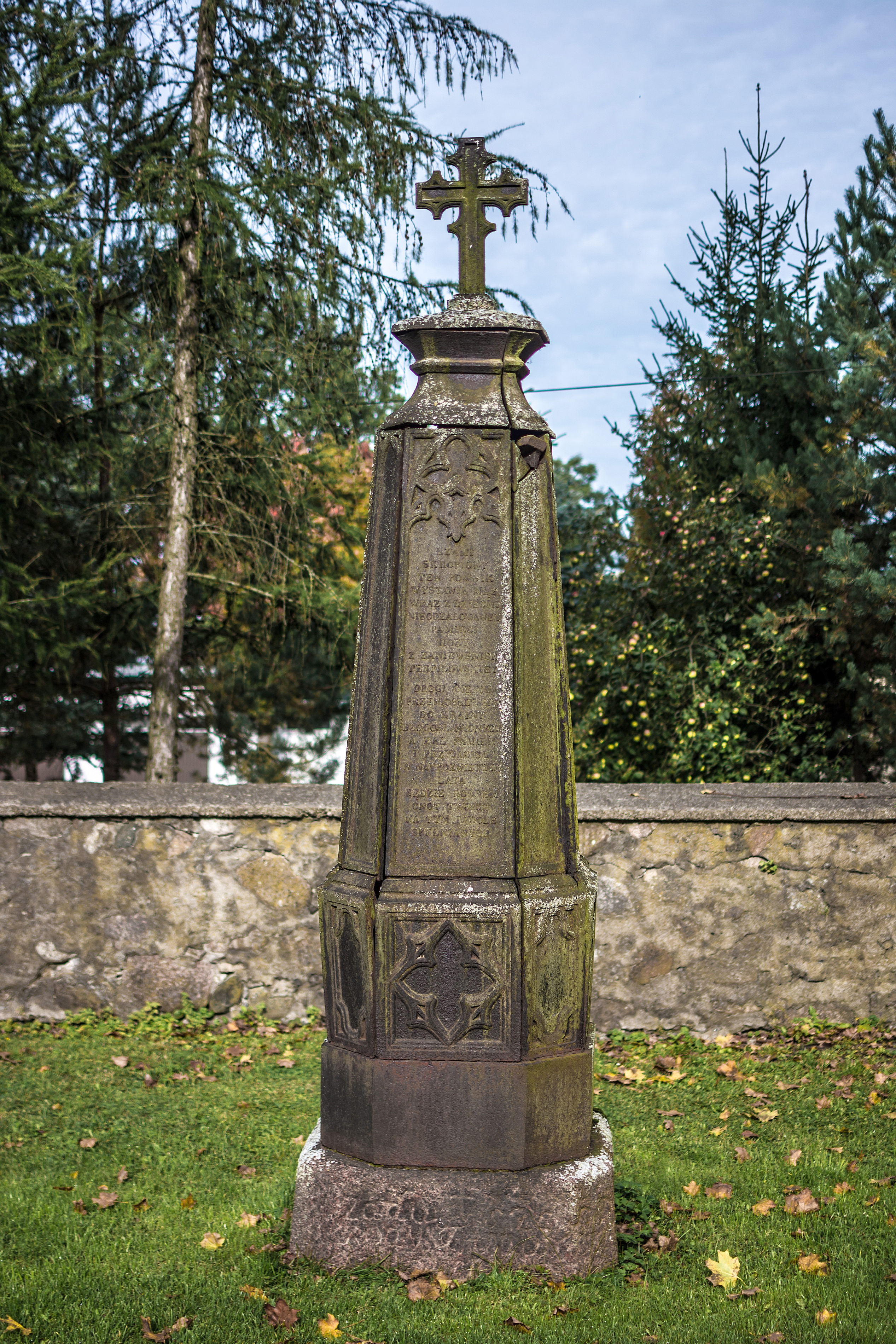
Цвинтар біля костелу.
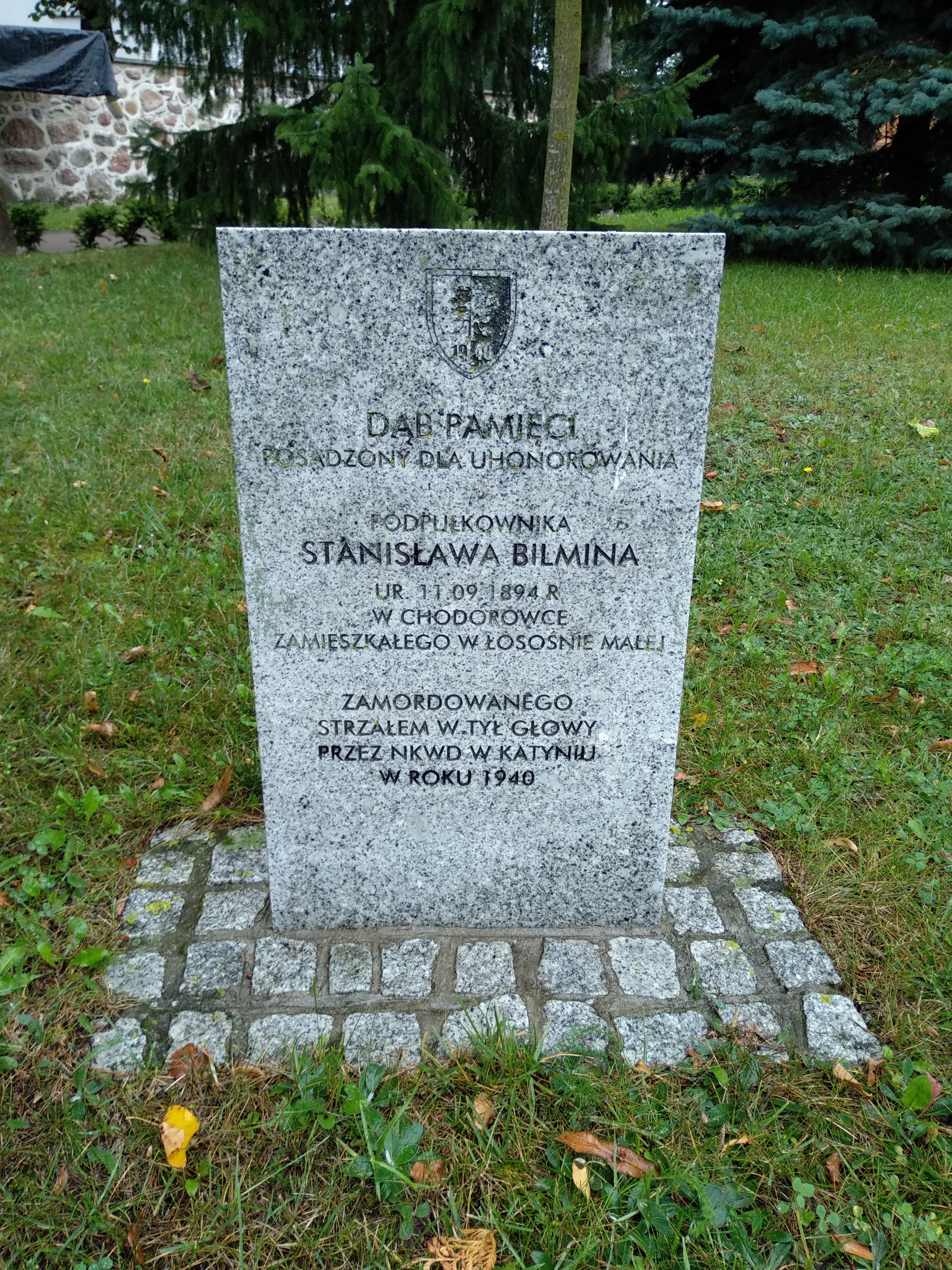
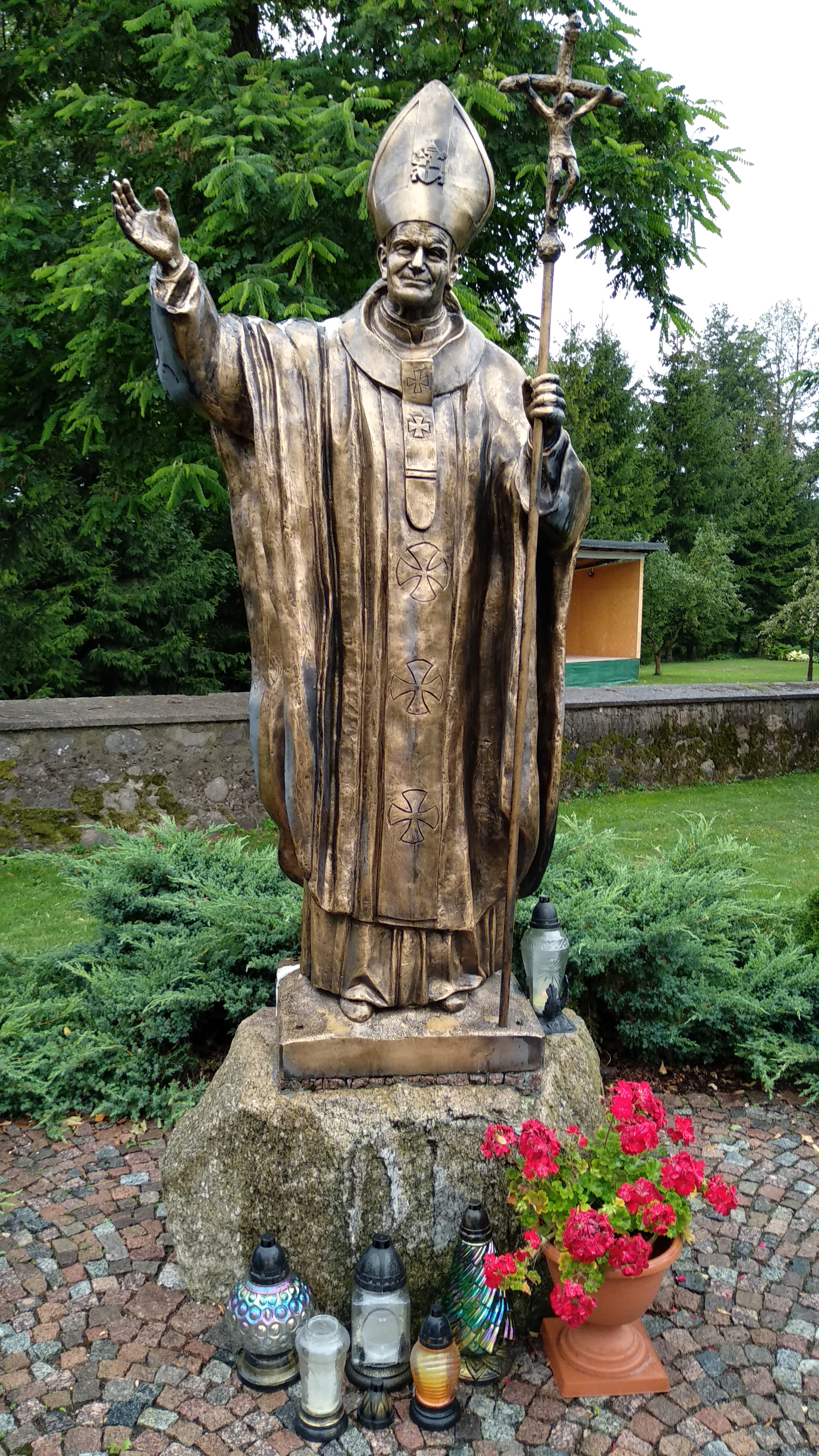
Пам'ятник Яну Павлу II на цвинтарі біля костелу в Кужниці.
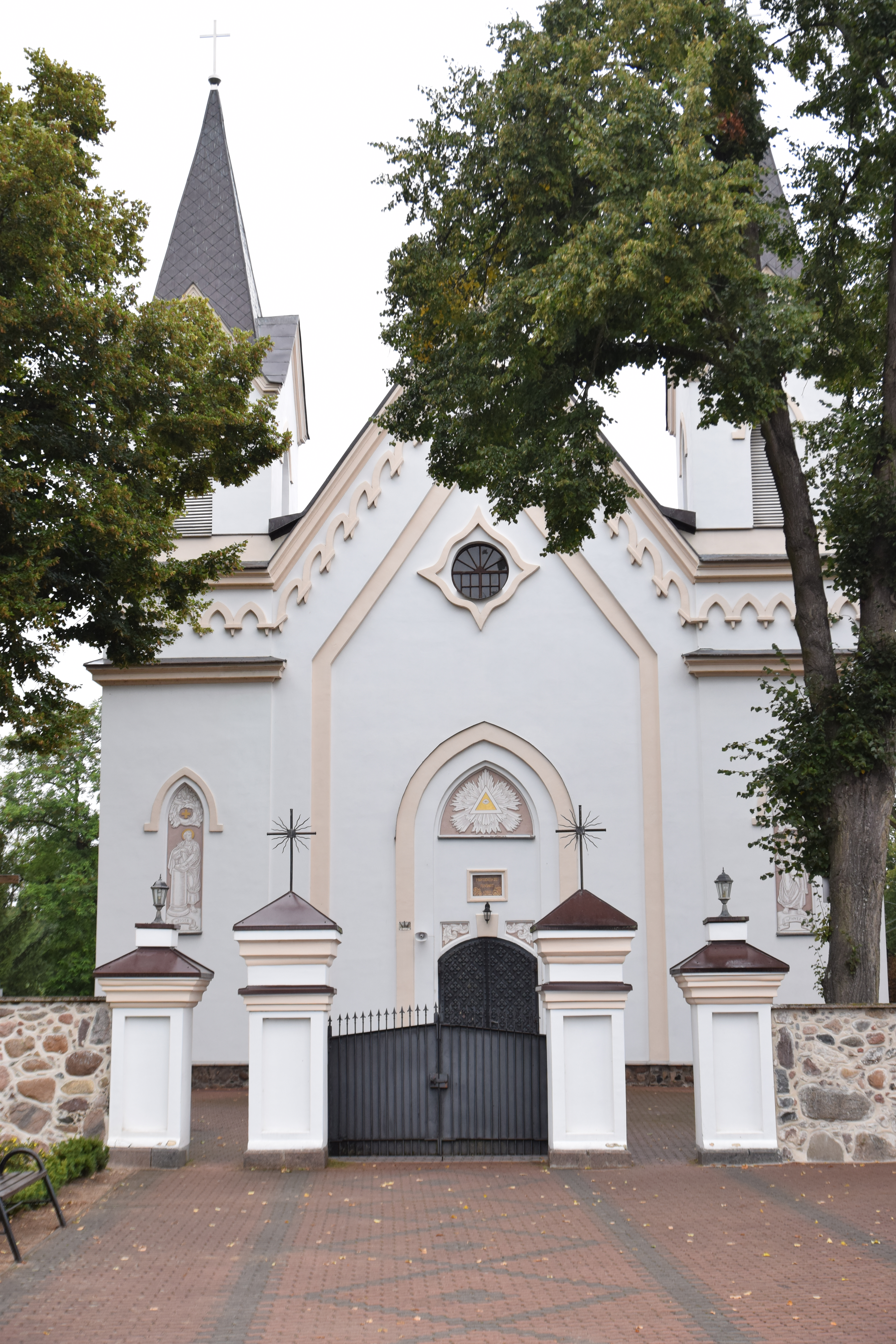
Костел
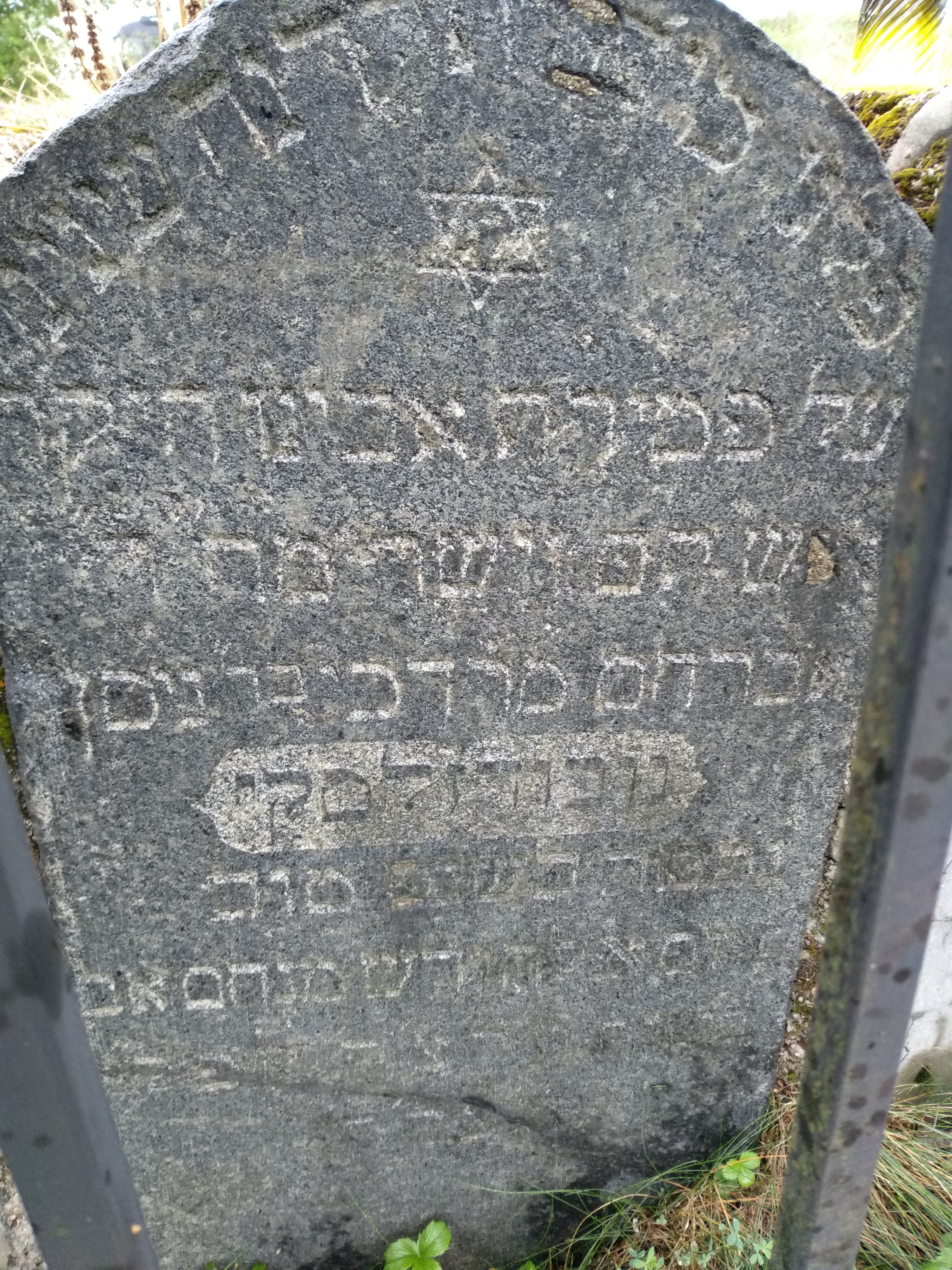
Єврейський цвинтар
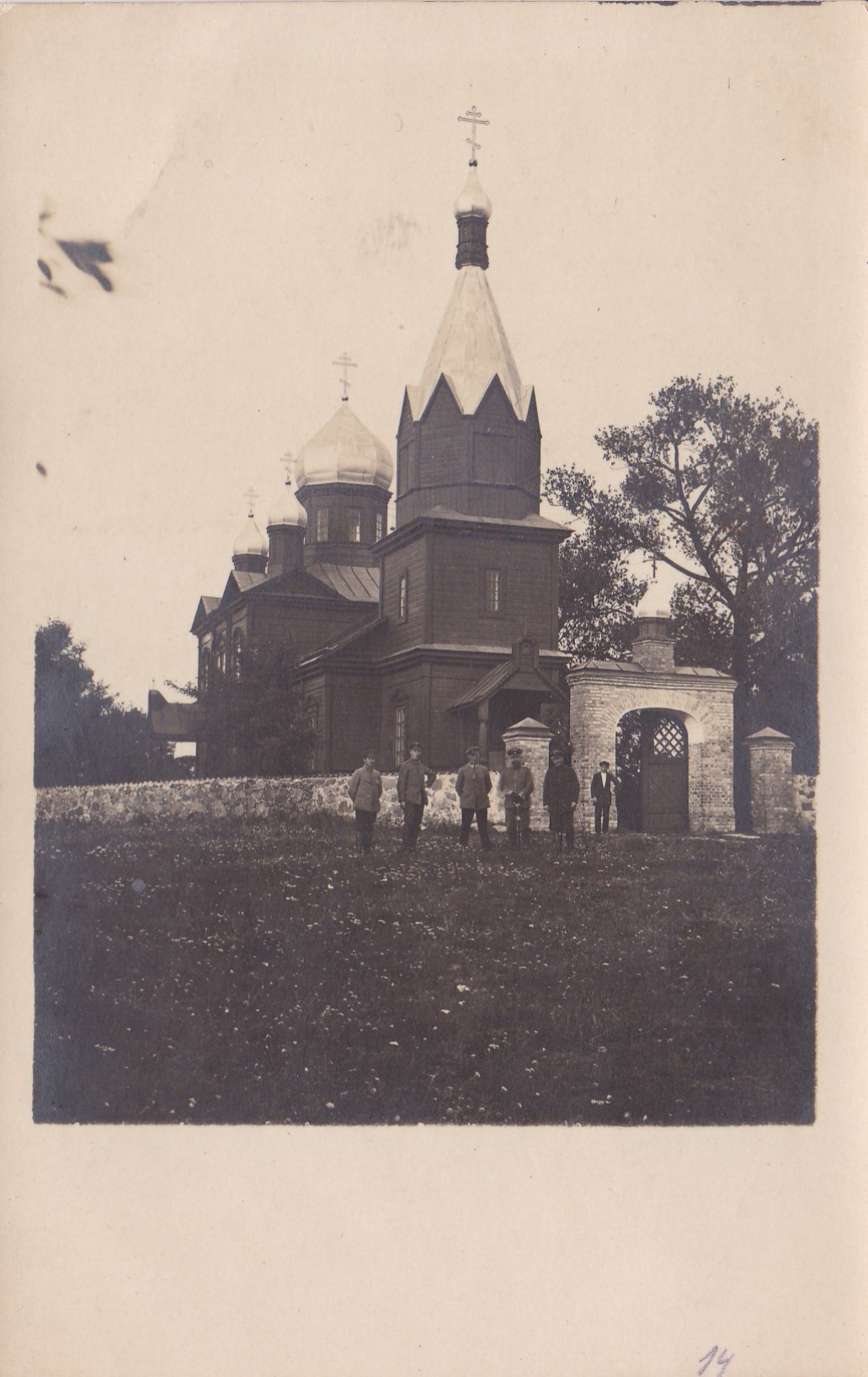
Православна церква (орієнтовно 1915)